# Geleira Huron

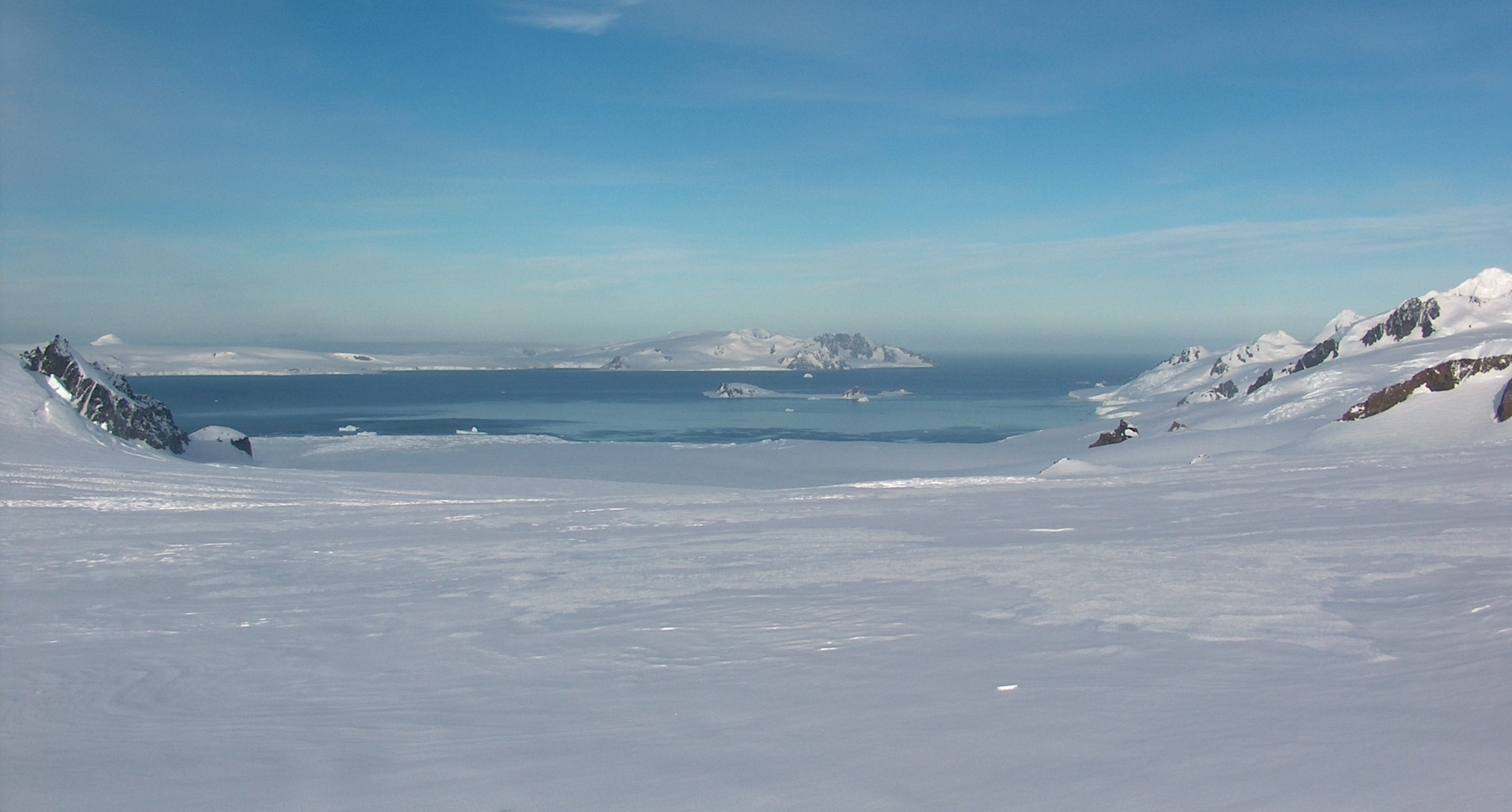
Geleira Huron do Camp Academia, com Baía da Lua e Ilha de greenwich ao fundo.

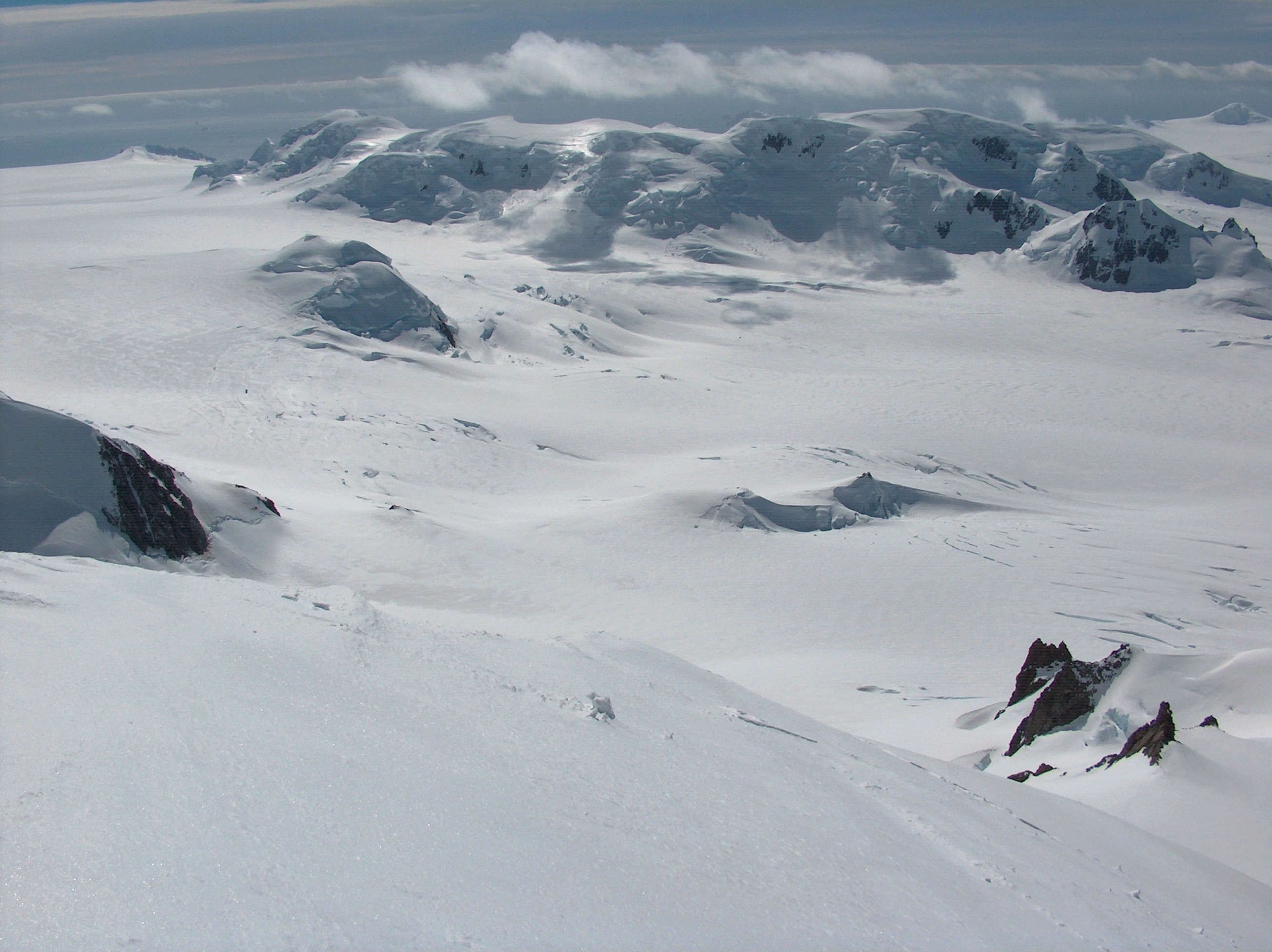
Geleira superior de Huron do pico de Ongal no fundo.

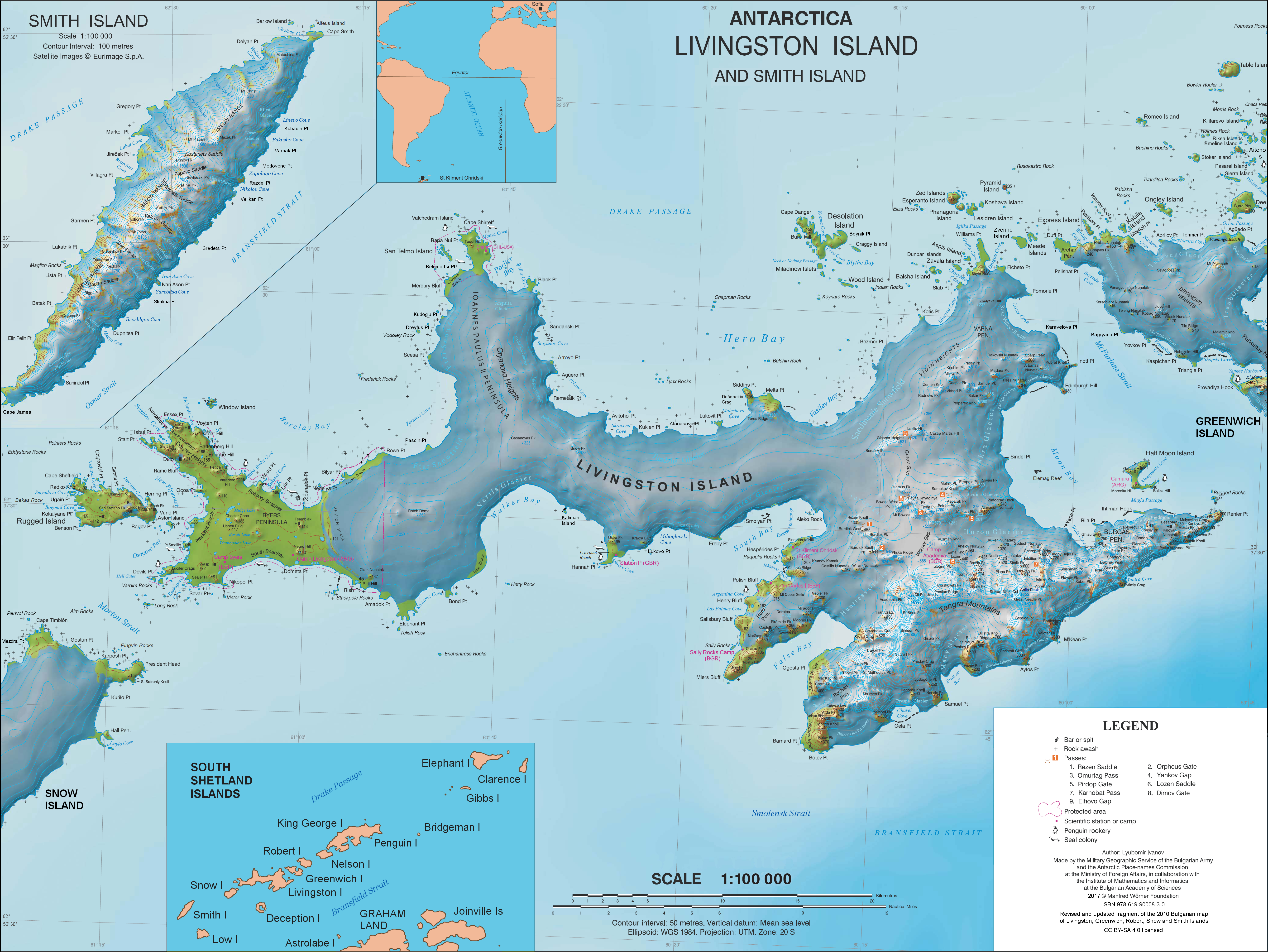
Mapa topográfico de Livingston Island e Smith Island.

O Glaciar Huron fica a 4,8 milhas náuticas (8,9 km; 5,5 mi) 2,2 milhas náuticas (4,1 km; 2,5 mi) longas e 2,2 milhas náuticas (4,1 km; 2,5 mi) amplo fluxo glacial na Ilha Livinston, nas Ilhas Shetland do Sul da Antártica, situado a leste da Geleira Perunika, a sudeste da Geleira Kaliakra, ao sul da Geleira Struma, a noroeste da Geleira Iskar e a nordeste da Geleira Huntress.
A geleira foi nomeada pelo Comitê de Nomes Antárticos do Reino Unido em 1958, em homenagem ao navio americano Huron (Capitão John Davis ) de New Haven, Connecticut, que visitou as Ilhas Shetland do Sul em 1820–21 e 1821–22.

## Localização
A geleira Huron está centrada em 62° 37′ 50″ S, 60° 06′ 50″ O   (Mapeamento britânico em 1968, pesquisa búlgara Tangra 2004/05 e mapeamento em 2005 e 2009). 

## Mapas
- LL Ivanov et al. Antártica: Livingston Island e Greenwich Island, Ilhas Shetland do Sul . Escala 1: 100000 mapa topográfico. Sofia: Comissão Antártica de Nomes de Lugares da Bulgária, 2005.
- LL Ivanov. Antártica: Ilhas Livingston e Greenwich, Robert, Snow e Smith. Escala 1: 120000 mapa topográfico. Troyan: Fundação Manfred Wörner, 2009. ISBN 978-954-92032-6-4